# Křižák podkorní
Křižák podkorní (Nuctenea umbratica) je druh pavouka z čeledi křižákovití (Araneidae). Jde o hojný eurasijský druh, rozšířený prakticky v celé Evropě včetně Česka. Žije převážně v nížinatých stanovištích a jeho přirozeným biotopem jsou světlé lesy, často pobývá v mrtvém dřevě s odchlípnutou kůrou, což mu vyneslo i jméno. Velmi hojně se však vyskytuje i poblíž lidských obydlí, díky čemuž byl zvolen Evropským pavoukem roku 2017, což má mimo jiné zvýšit obecné povědomí o jeho původním stanovišti.
Křižák podkorní dosahuje velikosti 11–14 mm v případě samic a 8–9 mm v případě samců. Samci jsou obecně menší, s útlejším zadečkem, ale mají delší končetiny. Křižák podkorní patří mezi nezaměnitelné druhy pavouků. Snadno jej lze poznat podle zřetelně zploštělého těla, které mu napomáhá žít pod kůrou stromů. Adaptace pro stíněné prostory dokonce vedly k tomu, že si pavouk může krýt snovací bradavky a rozmnožovací orgány specializovaným kožním záhybem, aby se mu nepoškodily a nebránily mu v pohybu. Barva křižáka se pohybuje v různých tmavých odstínech, s jednobarevnou hlavohrudí a výraznou laločnatou skvrnou – foliem – na zadečku. Končetiny jsou tmavohnědé, s málo výrazným příčným kroužkováním.
Ve volné přírodě křižák podkorní často tráví den v úkrytech pod odchlípnutou kůrou nebo ve skalních spárách. Loví, na rozdíl od mnohých jiných křižáků, v noci a na lov létajícího hmyzu si staví řídké kolové sítě, které mohou měřit až 70 cm. S přicházejícím rozbřeskem křižák své sítě většinou zničí a pozře. Vývoj křižáků podkorních je víceletý, dospělci a mladí jedinci mohou zimovat. Doba rozmnožování křižáků podkorních připadá ve střední Evropě na měsíce mezi červnem a srpnem, samice svá vajíčka kladou do kokonů. Mladé nymfy osidlují nová území tak, že se pomocí pavučinových vláken nechají unášet větrem.

## Systematika

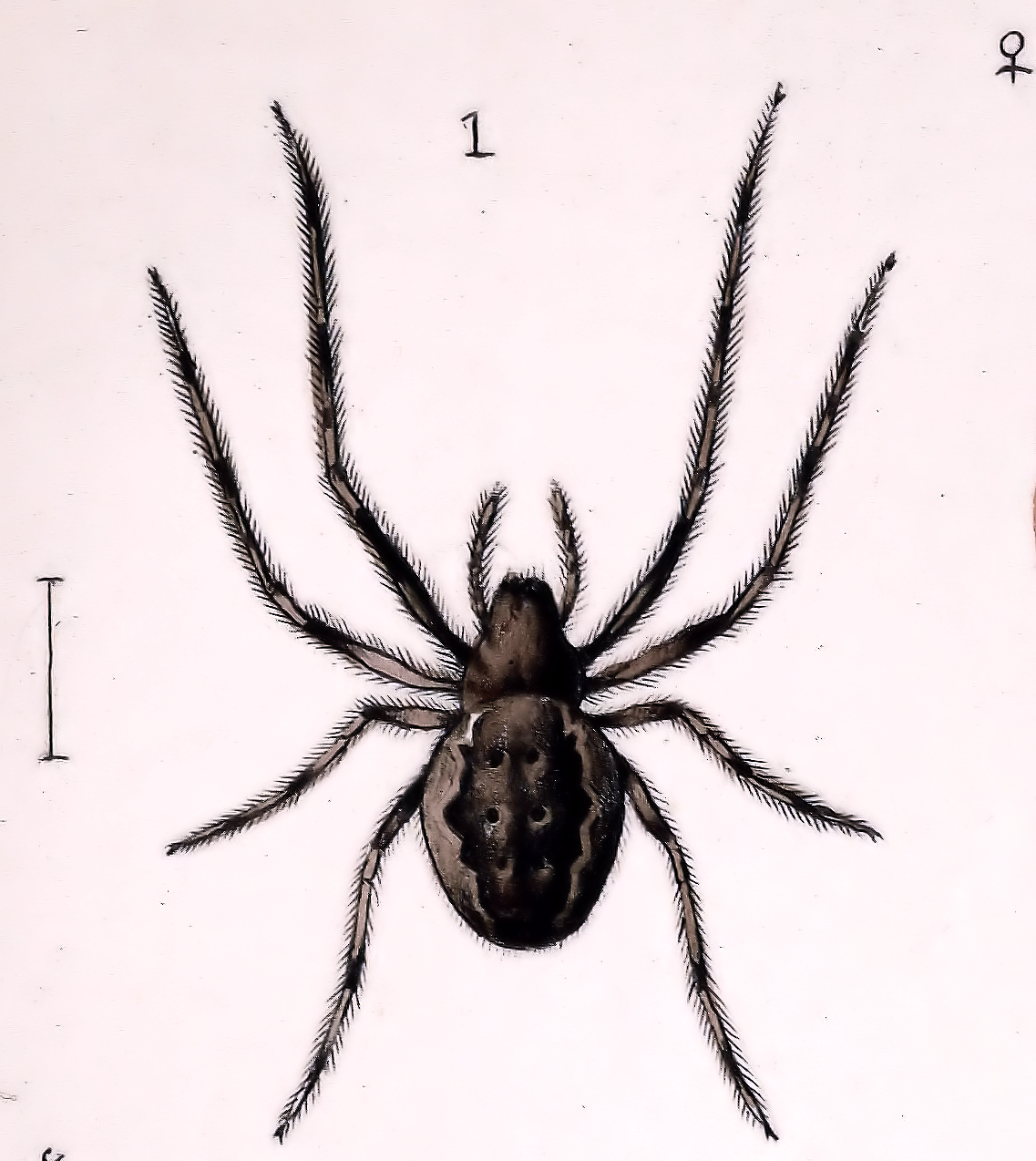
Křižák podkorní na kresbě z roku 1882 (Léon Becker)

Prvním systematikem, jenž zařadil křižáka podkorního do zoologického systému, byl švédský arachnolog Carl Alexander Clerck, který jej popsal již ve své monografii Svenska spindlar (Pavouci Švédska) z roku 1757. Toto Clerckovo dílo nabývá z hlediska taxonomie velkého významu, protože vyšlo rok před 10. vydáním Linnéovy Systema naturae, které je pokládáno za formální hranici počátků zoologického názvosloví, a díky výjimce v zoologické nomenklatuře jde o první práci, která obsahuje platná vědecká jména živočichů. Clerck, jenž po vzoru Linného již používal binomické názvosloví, zvolil pro pavouka odborné jméno Araneus umbraticus (kůrový pavouk). Samotný Linné ve svém díle z roku 1758 křižáka podkorního pojmenoval Aranea sexpunctata.
Současné pojmenování Nuctenea umbratica se poprvé objevuje v díle francouzského přírodovědce Eugène Simona Histoire naturelle des araignées (Přírodní historie pavouků), jež bylo vydáno v roce 1864. Nuctenea je zde chápán jako podrod v rámci rodu Epeira (ten je dnes považován za mladší synonymum pro rod Araneus). Od roku 1974, na základě revize systematiky význačného německo-amerického arachnologa Herberta Waltera Leviho, je Nuctenea umbratica obecně chápáno jako platné binomické jméno. Od křižáků rodu Araneus se křižákovití rodu Nuctenea různí mj. odlišným chováním při páření.
Křižák podkorní je v rámci širší systematiky řazen do čeledi křižákovití (Araneidae), jež celosvětově zahrnuje více než 3 100 druhů, z toho v Evropě jich žije asi stovka. Rod Nuctenea je však sám o sobě druhově chudý a vyjma křižáka podkorního zahrnuje pouze křižáka rašelinného (Nuctenea silvicultrix), kterého lze najít i na českém území, a křižáka Nuctenea cedrorum bez českého pojmenování, jenž se vyskytuje v Alžírsku. Molekulární studie ukazují na příbuznost křižáků rodu Nuctenea s křižáky rodů Larinia a Larinioides, ačkoli neexistují žádné spolehlivé morfologické synapomorfie, jež by tuto systematiku podporovaly. Celý tento klad je relativně mladý, asi 40–68 milionů let starý, nicméně z hlediska geografického rozšíření velmi úspěšný, jeho zástupci jsou schopni šířit se i na velké vzdálenosti.

## Popis
Křižák podkorní dosahuje velikosti 11–14 mm v případě samic a 8–9 mm v případě samců. Hlavohruď u samic měří 5–6 mm, u samců 3,5–4 mm. Tělo je u obou pohlaví výrazně ploché, což pavoukovi napomáhá žít pod kůrou stromů. Zadeček je nejširší v první třetině, což mu dává typický trojúhelníkový tvar, pozorovaný i u mnohých jiných pavouků, jako je křižák obecný. Samci se vyjma celkově menší velikosti vyznačují též útlejším zadečkem a delšíma nohama. Rozměry končetin jsou pro konkrétní 12mm samici následující: první stehno (femur) 3,9 mm, koleno a holeň (patela a tibie) 5,8 mm, zánártí (metatarzus) 3,6 mm, chodidlo (tarzus) 1,8 mm; druhá patela a tibie 5,3 mm; třetí 3 mm; čtvrtá 4,6 mm. Rozměry končetin pro 8mm samce jsou následující: první femur 5,2 mm, patela a tibie 7,3 mm, metatarzus 5,3 mm, tarzus 2 mm; druhá patela a tibie 5,9 mm; třetí 3 mm; čtvrtá 4,7 mm.
Zbarvení těla se pohybuje od tmavě hnědé přes červenohnědou až po téměř černou, zřídka je zbarvení světlejší, s kontrastnější kresbou. Nenápadná barva společně s tělním vzorem fungují jako účinné krycí zbarvení. Hlavohruď je vždy jednobarevná a bez kresby. Na zadečku je patrné výrazné folium, široká tmavá laločnatá skvrna, jež pokrývá prakticky celý zadeček a od světlejších boků ji odděluje žluté vlnkování (není to však pravidlem, lem může být i šedý nebo černý). Uprostřed folia lze pozorovat tři páry jamek, které představují úpony svalů. Na spodní straně zadečku křižáka podkorního se rozvíjí pár kontrastních světlých skvrn, jež se nacházejí v oblasti plicních vaků. Jejich význam pro jinak nenápadného pavouka není zcela jasný, je však možné, že v případě křižáka vyčkávajícího na síti pomáhají přilákat hmyz. Celé tělo pokrývají jemné chloupky. Končetiny jsou tmavohnědé, s málo výrazným příčným kroužkováním.
V angličtině si tento druh díky zbarvení zadečku vysloužil obecné jméno walnut orb-weaver spider (ořechový křižák).
Křižák podkorní je díky svému plochému tělu prakticky nezaměnitelným druhem. Lze si jej splést s příbuzným křižákem rašelinným (N. silvicutrix), ten je však většinou znatelně menší, max. 9 mm dlouhý, s vyšším zadečkem, světlejšími boky a bílými chloupky na hlavohrudi. Křižák rašelinný je ve srovnání s křižákem podkorním v Evropě také výrazně vzácnějším druhem, jenž se vyskytuje především na východě a severu kontinentu. Naproti tomu však žije i v Severní Americe, kde se křižák podkorní přirozeně nevyskytuje, záměna je tedy v případě amerických populací prakticky vyloučena i geografickými bariérami. Křižák podkorní může být zaměněn i s některými jedinci křižáka rudohnědého (Larinioides ixobolus), ten však taktéž nemá tak výrazně zploštělé tělo, nehledě k tomu, že jeho zbarvení nebývá tak výrazné. Jednoznačné identifikace lze dosáhnout také srovnáním kopulačních orgánů.

## Výskyt a stanoviště

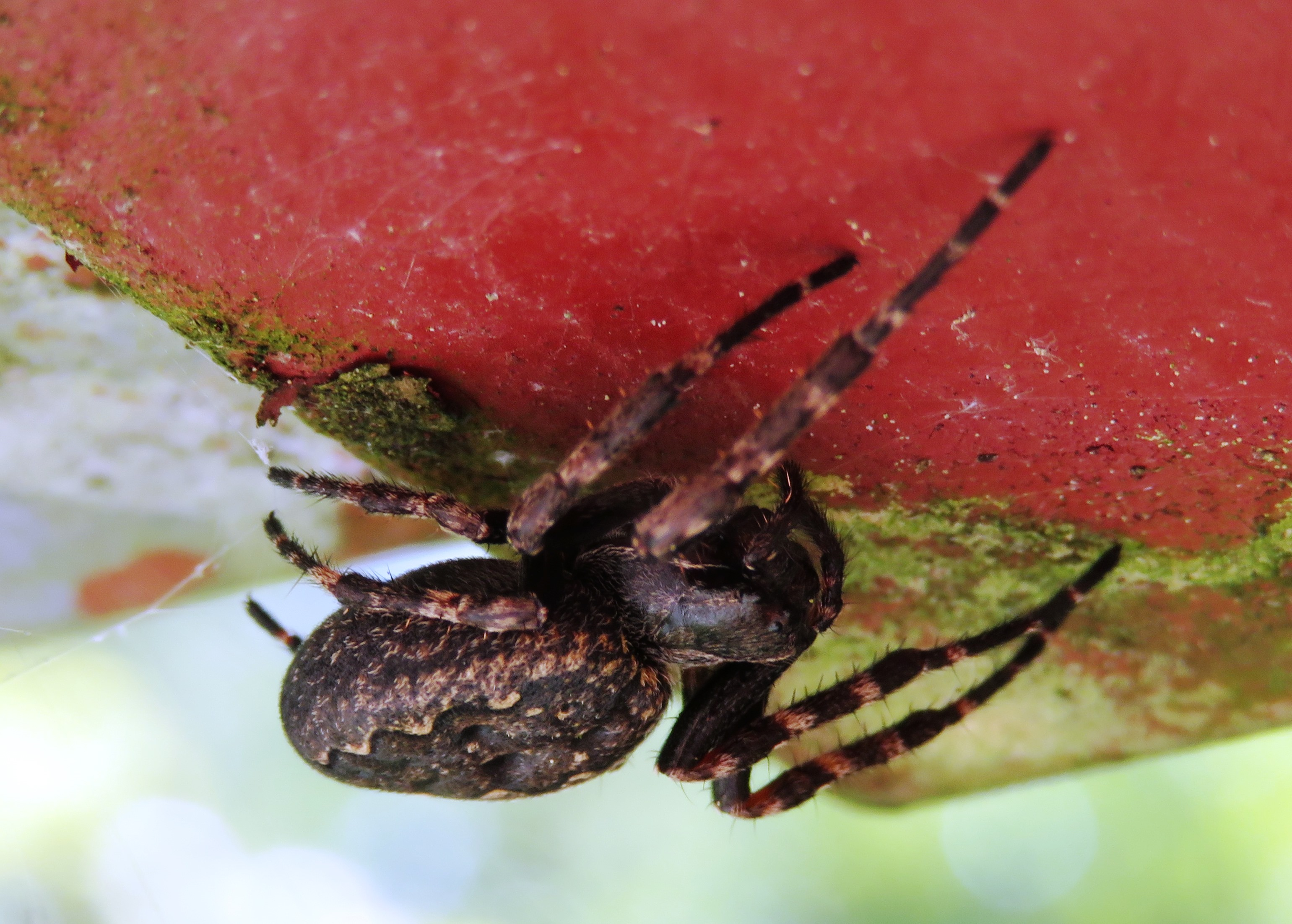
Při bočním pohledu je patrné zploštělé tělo křižáka podkorního

Křižák podkorní je druhem palearktické oblasti, přičemž se vyskytuje prakticky v celé Evropě, od Skandinávského poloostrova až po jihoevropské státy. Obývá i některé ostrovní regiony, jako jsou Britské ostrovy, Baleáry nebo Sicílie. Směrem na východ areál výskytu zasahuje dále do Asie (např. Rusko, Turecko), nejjižnější populace se zřejmě vyskytují až ve státech severní Afriky, jako je Alžírsko a Egypt. V Česku se jedná o hojný druh, jenž není považován za ohrožený.
Co se týče životního prostředí, jeho přirozeným biotopem jsou světlé lesy, případně skalnatá území. S narůstající hustotou zalesnění se početnost křižáků podkorních snižuje. Často žije v mrtvém dřevě s odchlípnutou kůrou, případně ve skalních spárách, které mu poskytují bezpečný úkryt. Sítě si většinou staví poblíž svého útočiště, tedy převážně na kmenech stromů nebo skalních stěnách. Žije převážně v nížinatých regionech až do nadmořské výšky asi 800 metrů, velmi zřídka obývá výše položená stanoviště. V rakouském Tyrolsku byl však zaznamenán až do nadmořské výšky kolem 1 500 metrů. Ač křižák podkorní patří mezi zástupce jinak ohrožené fauny starých nebo odumřelých stromů, velmi dobře se přizpůsobil i životu v synantropních podmínkách a je velmi hojným druhem poblíž lidských obydlí, a to jak na vesnicích, tak ve velkých městech. V takovém případě si své sítě staví především na dřevěných plotech nebo zdech domů.

## Chování

### Denní režim

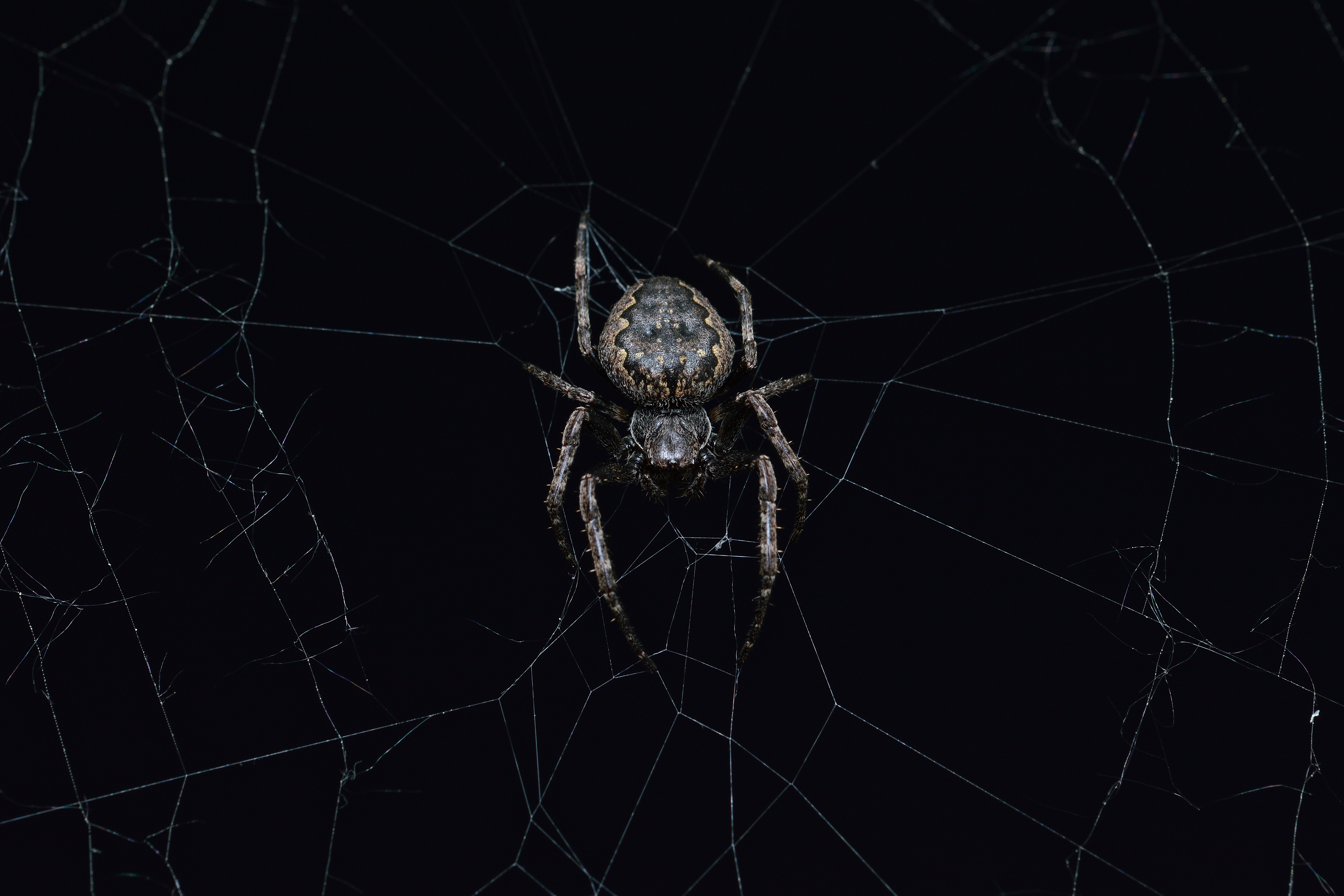
Křižák podkorní v síti

Křižák podkorní se vyznačuje nočním způsobem života, den tráví skrytě v jednoduchém úkrytu, který, na rozdíl od množství jiných pavouků, ani nevystýlá pavučinou. V synantropních stanovištích své přírodní úkryty často nahrazuje škvírami mezi plaňkami dřevěných plotů, může se však chovat více oportunisticky a dobře mu poslouží například i otvory po šroubech v kovových plotech. Vtěsnat se do malých mezer pavoukovi pomáhá nezvykle ploché tělo. Snovací bradavky a rozmnožovací orgány si dokonce v takovém případě kryje specializovaným kožním záhybem, aby se mu v úzkých prostorech nepoškodily a nebránily mu v pohybu. Ochranu před predátory křižákovi poskytuje maskovací zbarvení, v případě vyrušení je navíc schopen přitisknout končetiny k tělu, upadnout na zem ve stavu strnulosti a předstírat smrt. V podobném stavu strnulosti je schopen přečkat několik minut, ale i několik hodin. Častým predátorem křižáka podkorního je například kutilka asijská (Sceliphron curvatum). Ta loví pavouky jakožto kořist pro své larvy a ukládá je do předem zbudovaných hliněných hnízdních komůrek.

### Stavba sítě a lov

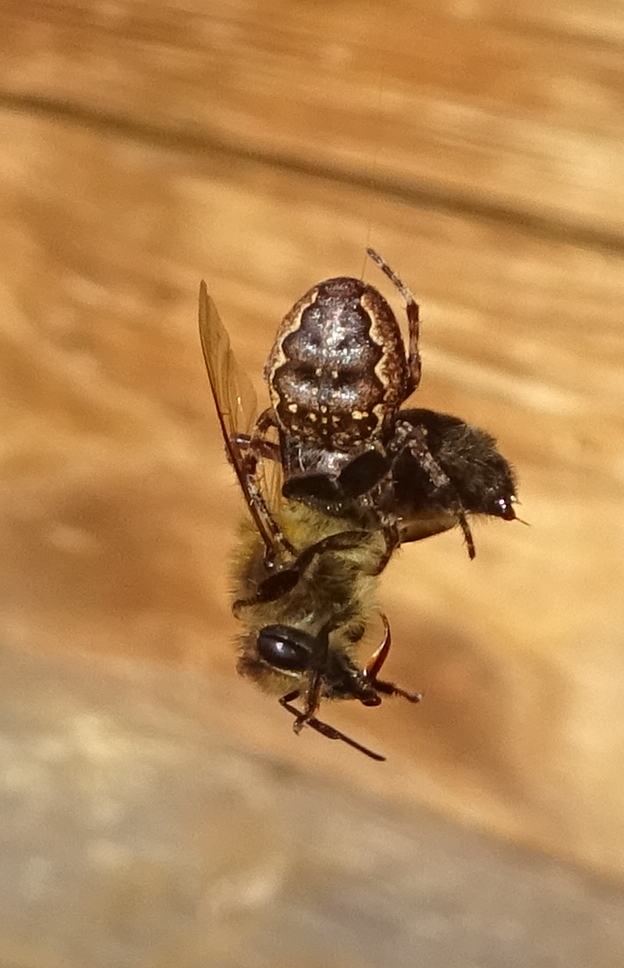
Křižák podkorní s ulovenou včelou

Křižák podkorní je činný v noci. Kořist aktivně nevyhledává, ale číhá na ni, přičemž k orientaci využívá hmatové a chemické podněty. Zrak nicméně nemá zcela redukován. Naopak se zdá, že je tento pavouk schopen detekovat velmi jemné změny intenzity osvětlení, což mu umožňuje s blížícím se večerem opustit svůj denní úkryt a připravit se na noční lov. Tímto chováním je mezi křižáky spíše výjimkou, protože většina druhů staví své sítě ráno a loví do nich denní hmyz, zatímco křižák podkorní své sítě s přicházejícím rozbřeskem obvykle zničí a pozře. Křižáci si pro lov bezobratlých většinou staví typické kolové sítě, které jsou pevné a zároveň pružné, pavouk je vytváří z různých typů hedvábných vláken, v čemž mu napomáhá osm druhů snovacích žláz. Kolové sítě ke svému ukotvení vyžadují typicky tři pevné body v prostoru, rám sítě má trojúhelníkový tvar. Na začátku stavby křižák většinou vyleze na vyvýšené místo, odkud vypustí vlákno, jež se zachytí na nějakém blízkém vyvýšeném bodě. Směrem dolů pak pavouk vede dvojici vláken, která představují ramena výsledného trojúhelníkového rámu. Pavouk následně mezi stranami trojúhelníku vytvoří kruhový rám a v něm radiální vlákna, která pospojuje nejprve pomocí provizorní spirály. Ta pavoukovi slouží k pohybu po vznikající pavučině, postupně ji nahrazuje konečnou lepivou spirálou a provizorní spirálu během tohoto kroku likviduje.
Síť křižáka podkorního může měřit až 70 cm v průměru a obsahuje kolem 20 radiálních vláken. Ačkoli může být značně rozměrná, většinou není příliš hustá a lepivá vlákna od sebe bývají dosti vzdálena. Celá konstrukce pak působí až nedbalým dojmem. Síť také není příliš pevná. Střed sítě je umístěn excentricky, nejčastěji v horní polovině celé struktury. Informace o polapené kořisti získává křižák podkorní prostřednictvím nevýrazného signálního lanka, jehož se dotýká předníma nohama, na přítomnost kořisti však většinou nereaguje okamžitě. Na kořist křižák většinou číhá v centru sítě, nebo v úkrytu, k němuž natáhne signální lanko.
Potravou křižáka se stává především létající hmyz, hlavně dvoukřídlí a motýli, dovede polapit i velké druhy můr. Především v synantropních stanovištích si tento druh staví sítě v blízkosti pouličních lamp, do nichž může polapit velké množství hmyzu přivábeného osvětlením. Kořist křižák zabíjí jedovatým kousnutím pomocí chelicer a následně ji vysaje.

### Rozmnožování

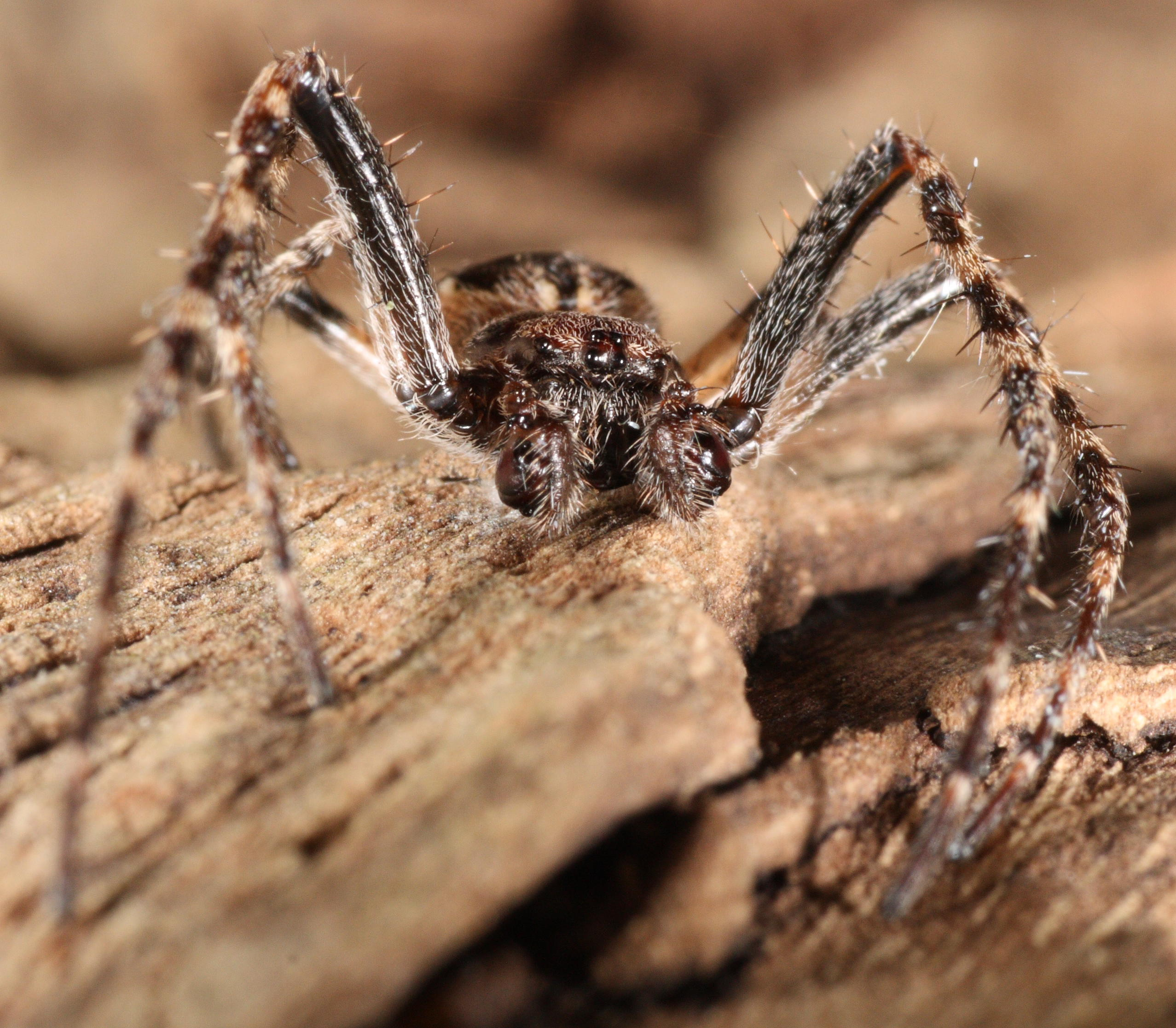
Samec křižáka podkorního s výraznými makadly, která slouží jako druhotné kopulační orgány

Období rozmnožování křižáků podkorních připadá ve střední Evropě na měsíce mezi červnem a srpnem (přičemž již na konci jara jedinci pohlavně dospívají). Zejména tehdy lze narazit na dospělé samce, kteří se snaží nalézt samici a spářit se s ní. Životním cílem dospělých samců je většinou pouze oplodnění samice, na rozdíl od samic jim zakrňují snovací žlázy produkující lepivou spirálu sítě a rovněž jejich jedové žlázy bývají redukovány. Ve srovnání s křižáky rodu Araneus se křižáci rodu Nuctenea vyznačují odlišným rozmnožovacím chováním. Zatímco samci rodu Araneus se s každým makadlem, jež slouží jako sekundární kopulační orgán, do něhož nasávají sperma před kopulací, mohou pářit pouze jednou, samci křižáků rodu Nuctenea se mohou s jedním makadlem pářit třikrát až čtyřikrát, aniž by do něj museli doplňovat sperma. I samotná poloha při páření se liší, samice křižáků rodu Nuctenea během rozmnožování visí naproti samci se spuštěnou hlavohrudí a zvednutým zadečkem a přitahuje k sobě samce pomocí vláken. Samci se páří se samicemi, které nemají postavené kolové sítě, přičemž při samotném páření nejsou těla obou pavouků tak blízko u sebe jako v případě křižáků rodu Araneus.
Vývoj křižáků podkorních je víceletý, s dospělci se však lze setkat nejčastěji do října. Obecně platí, že samice lze nalézt po celý rok, zatímco samce lze pozorovat obvykle pouze v létě. Dospělci i mladí jedinci zimují, často je lze objevit pod stromovou kůrou. Oplozené samice po přezimování začnou klást vajíčka, přičemž je obalují dvěma typy hedvábných vláken. Takzvané tubuliformní neboli cylindrické žlázy produkují silná, ale nadýchaná vlákna, zatímco aciniformní žlázy dávají vzniknout tenkým vláknům, jež vytvářejí ochrannou papírovitou stěnu kolem vajíček. Tubuliformní žlázy jsou pouze výsadou samic pavouků, produkují hydrofobní hedvábí sloužící výhradně k ochraně vajíček. Výsledný pavučinový kokon má plochý tvar a samice se jej snaží ukrýt do štěrbin, může však být zavěšen i venku. Samice jej často maskují pomocí detritu a organických zbytků. V kokonu dochází k vývoji vajíček i prvním svlekům larev. Mladé nymfy často osidlují nová území tzv. „ballooningem“, tj. pomocí pavučinových vláken se nechají unášet větrem.

## Vztah s lidmi
Pro člověka tento druh není nebezpečný. I když chelicery samic dokážou projít lidskou pokožkou, jakékoli zdravotní komplikace jsou značně nepravděpodobné. Samci již mají redukovány i jedové žlázy, a nepředstavují proto vůbec žádné riziko. Druh je naopak užitečný likvidací obtížného hmyzu, včetně některých zemědělských škůdců.
Křižák podkorní byl zvolen Evropským pavoukem roku 2017. Komise, tvořená 81 arachnology z 26 evropských zemí, tento druh zvolila, protože je v Evropě poměrně hojný, navzdory skrytému způsobu života jej lze snadno najít i v blízkosti lidských obydlí, jde o snadno identifikovatelného pavouka, a navíc zvolení tohoto druhu zvyšuje obecné povědomí o jeho původním stanovišti.
Mezinárodní svaz ochrany přírody (IUCN) křižáka podkorního nehodnotí.  